# Heimann (Unternehmen)
Die Heimann GmbH war ein deutsches Unternehmen im Bereich Elektrotechnik, das seinen Sitz in Wiesbaden hatte. Nach einem ersten Zusammenschluss mit der Siemens AG im Jahr 1970 sind dessen Teilbereiche inzwischen von anderen Unternehmen übernommen und integriert worden.

## Geschichte

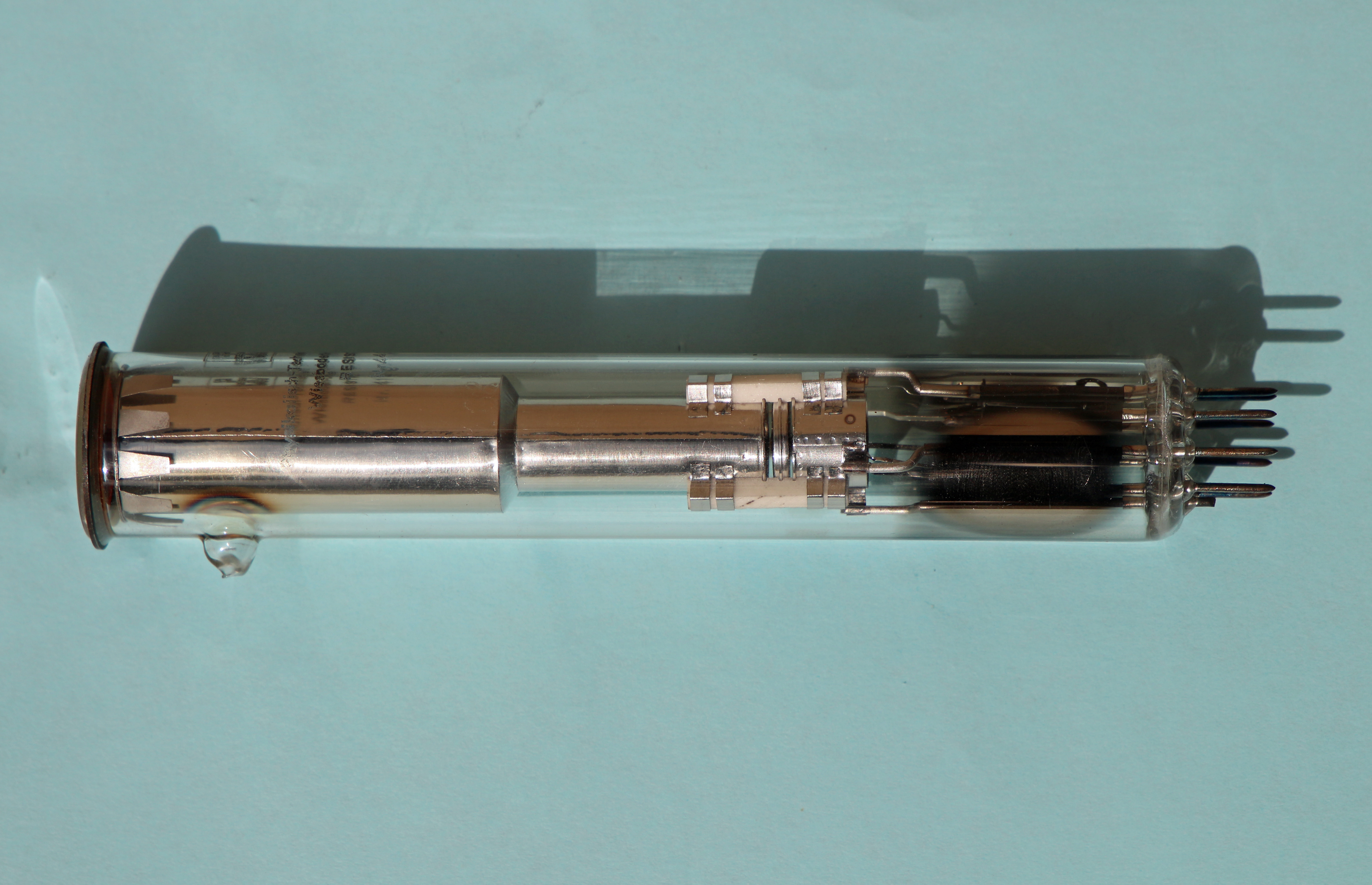
Bildaufnahmeröhre Resistron der Physikalisch-Technischen Werkstätten Wiesbaden-Dotzheim in der alten Ausführung 4149

Walter Heimann war seit 1931 bei der AEG in Berlin in Berlin-Reinickendorf im Bereich Kathodenstrahlröhren tätig und entwickelte dort Röhren für Fernsehtechnik. 1946 gründete er sein Unternehmen „Physikalisch-Technische Werkstätten“, später Heimann GmbH, in Wiesbaden, und deutete damit gleichzeitig an, dass er etwas produzieren wollte. Anfang 1970 war die Heimann GmbH auf rund 500 Mitarbeiter angewachsen. Die Aktivitäten auf dem Gebiet der Bildaufnahmeröhren hatte schon sehr früh zu einer technischen Zusammenarbeit mit der Siemens AG geführt. Die zunehmende Bedeutung der Bildaufnahmetechnik für Industrie und Medizin ließ die Kontakte immer enger werden.
Heimann fand einen Weg, sich aus dem aktiven Geschäftsleben zurückziehen und dabei sicherstellen zu können, dass sein Lebenswerk erhalten bleibt: Man vereinbarte schließlich einen Zusammenschluss mit einer Mehrheitsbeteiligung der Siemens AG mit Wirkung vom 1. Januar 1970. Fortan wurden die Entwicklungspotenziale beider Unternehmen dem Fortschritt vor allem auf dem Gebiet der Fernsehaufnahmetechnik gewidmet. 1981 verstarb der Unternehmensgründer Heimann.

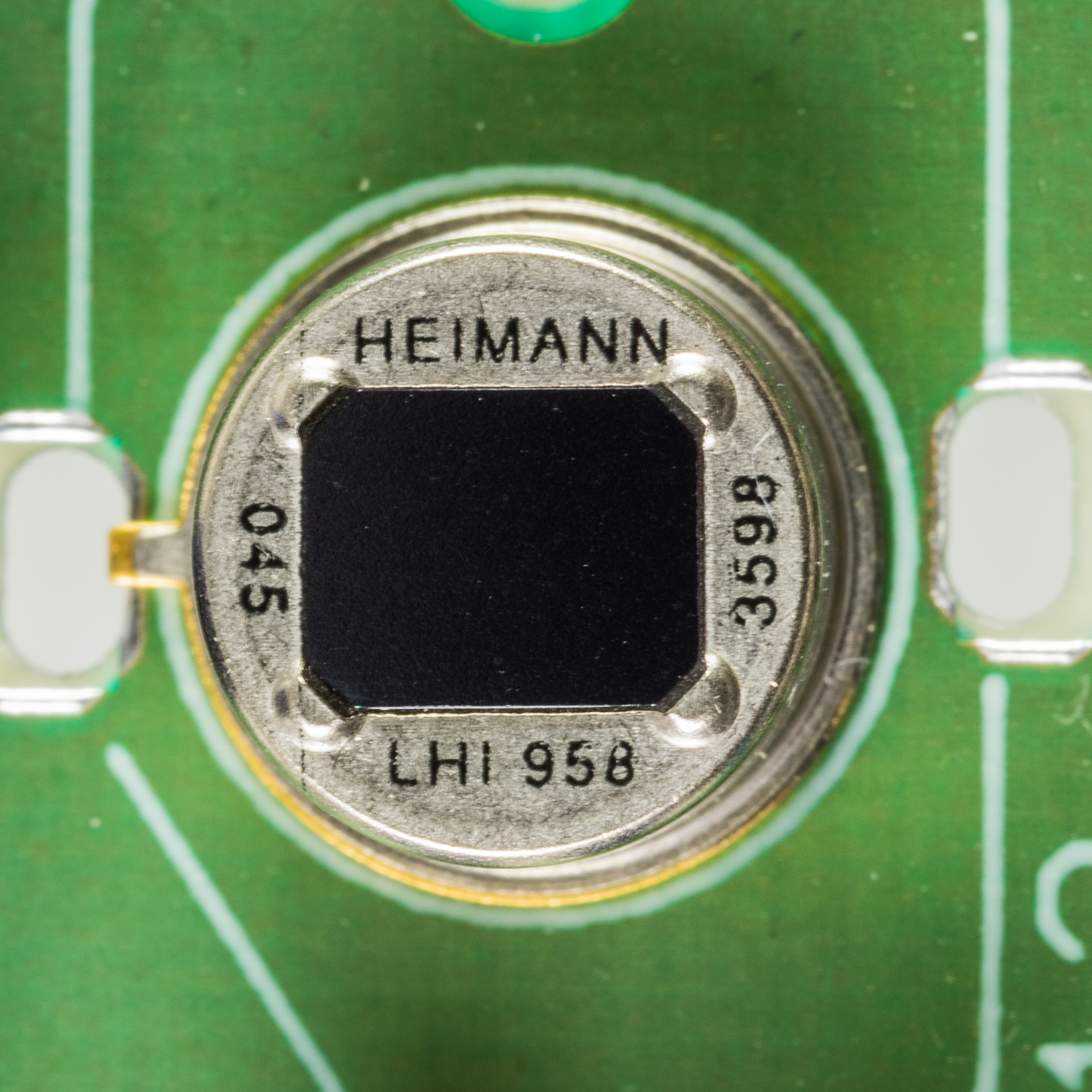
Infrarot-Detektor in einem Bewegungsmelder

1993 wurde der Bereich Sicherheitstechnik unter dem Namen Heimann Systems GmbH von der Rheinmetall AG übernommen und im März 2000 in die eigene Tochter Aditron AG verlagert. Der Umsatz betrug 2001 167 Mio. Euro. Im Oktober 2002 wurde das Unternehmen für 375 Mio. Euro von der Smiths Group übernommen und gehört nun unter dem Namen Smiths Heimann GmbH zum Geschäftsbereich Smiths Detection. Es entwickelt und produziert Sicherungstechnik wie Gepäckprüfanlagen und Körperscanner. Der Umsatz betrug im Geschäftsjahr 2008/9 219,2 Mio. Euro.
Der Teil, in dessen Händen die Fernsehaufnahmetechnik weiterentwickelt wird, hieß früher Heimann Opto und gehört seit 1992 zum US-amerikanischen Unternehmen PerkinElmer. Nach der Übernahme hieß das Unternehmen bis 2008 PerkinElmer Optoelectronics GmbH & Co. KG. Der Umsatz betrug im Jahr 2008 98,8 Mio. Euro. Ab 2009 nannte sich das Unternehmen PerkinElmer Technologies GmbH & Co. KG. Der Umsatz betrug 2009 durch die Finanzkrise bedingt nur noch 78,3 Mio. Euro.
Beide Nachfolgeunternehmen haben ihren Sitz in Wiesbaden.